# Robin Clark

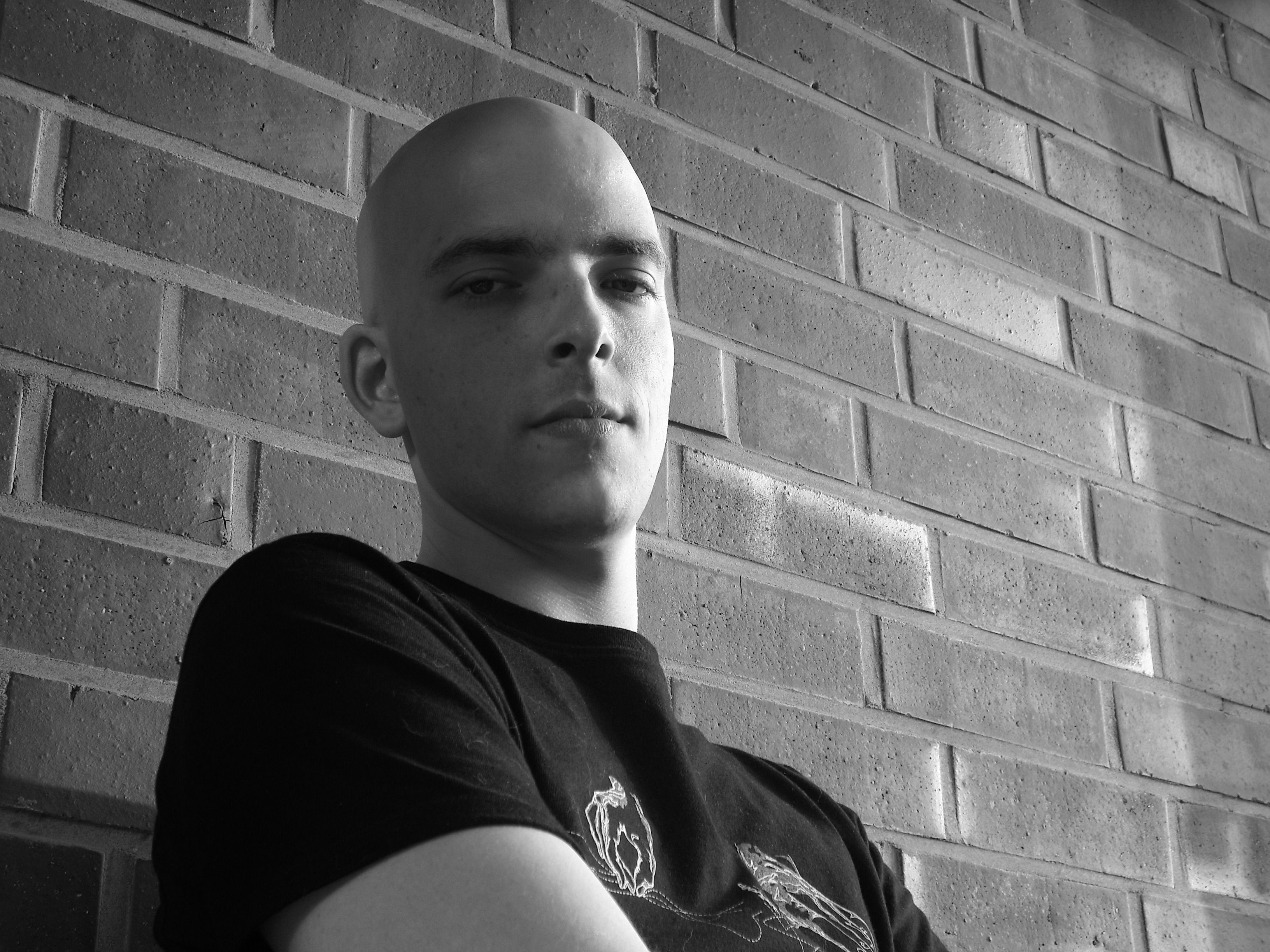
Robin Clark w maju 2009

Robin Clark (ur. 6 kwietnia 1982 r. w Oldenburgu; właściwie Tobias Hartmann) – niemiecki DJ hardstylowy i producent muzyczny. Jest związany kontraktem z wytwórnią płytową Sama Punka Steel Records. Występował również pod pseudonimami Coakz, Bazzface oraz RC Project.

## Życiorys
Hartmann już w dzieciństwie grał na perkusji i keyboardzie. Swój pierwszy gramofon kupił w 2001 roku, w 2002 roku miał swoje pierwsze większe występy. Od 2004 roku gości w radiu internetowym Techno4ever.net ze swoim programem Hardbeats. Swoje własne nagrania produkuje od 2004 roku. Jego pierwszy singel został wydany w 2005 roku pod pseudonimem Bazzface. W roku 2006 wydał swój pierwszy singel jako Robin Clark. W 2007 roku wydał razem z Samem Punksem sampler Hardbeatz Vol. 9, na którym znaleźć można nagrania Hartmanna pod jego różnymi pseudonimami. Od 2009 roku Hartmann pracuje wraz z Samem Punkiem nad powstaniem nowego digital labelu (Hardbeats Digital Records).
We wrześniu 2010 Hartmann znalazł się pośród jedenastu najlepszych uczestników Defqon.1 Producers Competition.
Hartmann jest wyuczonym elektrykiem. We wrześniu 2010 ukończył studia na kierunku "Social Work in Humanistic Ressources" (BA SA) na uniwersytecie w Vechcie.

## Dyskografia

### Single
- 2005 Bazzface − Move It

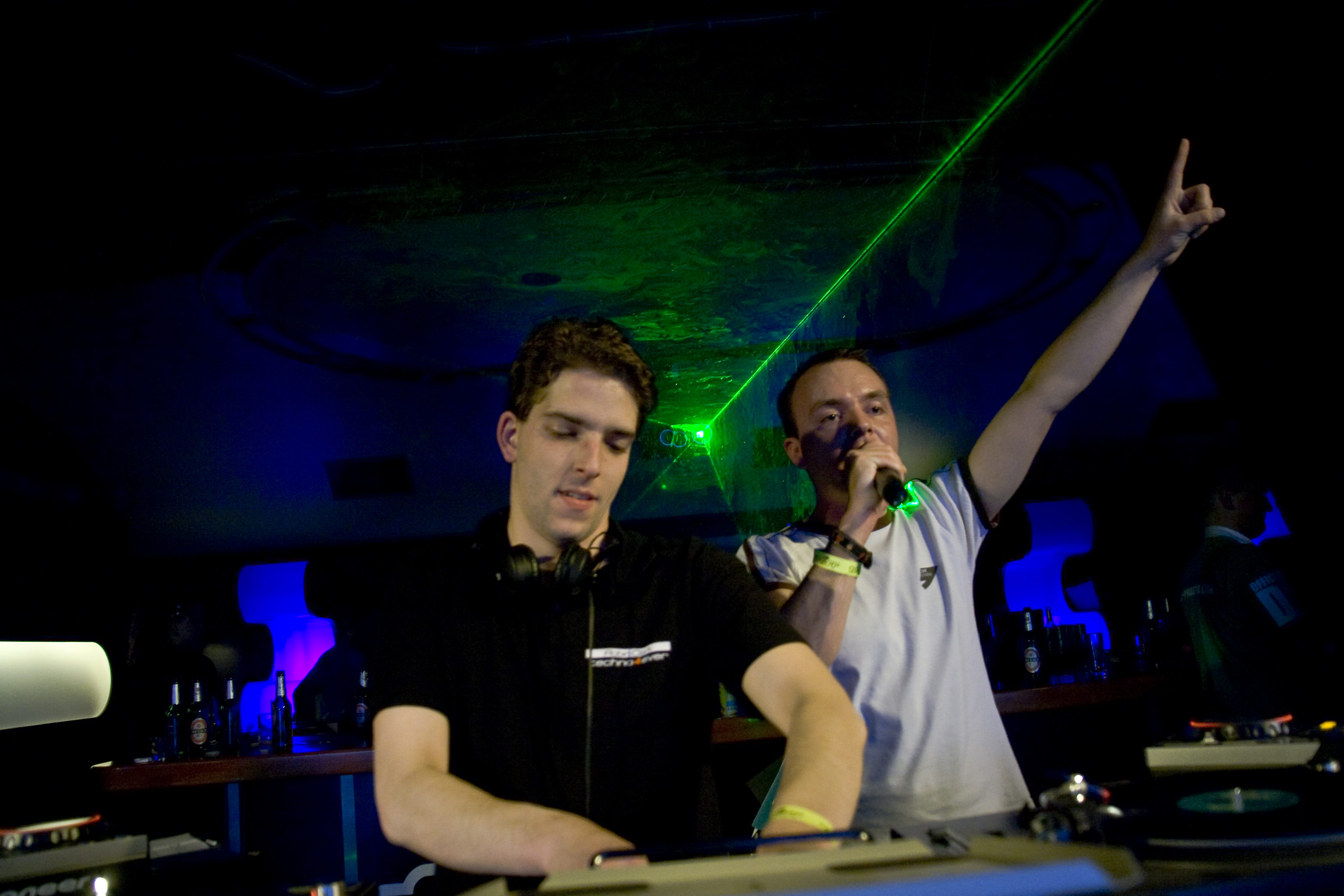
Robin Clark na Techno4ever.net Birthday Rave 2008

- 2006 Robin Clark − No One Knows (The Phuture)
- 2007 Robin Clark − F.T.T.O.
- 2010 Robin Clark – Next Level EP
- 2010 Robin Clark – Level 2 EP
- 2010 Robin Clark & Sam Punk – I Like / Freeway
- 2010 Robin Clark & Sam Punk – Save Us / CYB
- 2010 Robin Clark – 2 Da Klub

### Remiksy
- 2005 The Lyricalteaser − 2 Hardcore Eyes (Robin Clarks Hardclub Remix)
- 2005 Wheels Of Steel − Chemical Overdose (Robin Clark Remix)
- 2005 Sonic Ti − In My Head (Robin Clark Remix)
- 2006 Sam Punk − Drugstore Cowboy (Robin Clark Remix)
- 2006 Sam Punk − L.S.D. Jesus / El Commandante – El Commandante (Robin Clark Remix)
- 2007 D-Style − Gone (Robin Clark Rmx)
- 2007 Sam Punk And Weichei Pres. Kanakk Attakk − Marijuana (Robin Clarkz Jump Mix)
- 2007 Stylez Meets Tonteufel − Third Strike (Robin Clarkz Bazz Mix)
- 2007 Bazzpitchers − We Are One (Robin Clark Rmx)
- 2008 Doom Jay Chrizz − Lost In Space (Robin Clark Rmx)
- 2009 RobKay & Snooky – Carry On (Wayward Son) (Robin Clark Remix)
- 2010 Sam Punk pres. Ricardo DJ – Badboy (Robin Clark Remix)
- 2010 Sam Punk pres. Ricardo DJ – Wanna Be On XTC (Robin Clark Remix)
- 2010 Sam Punk pres. The Instructor – Set Me Free (Robin Clark Remix)
- 2010 Sam Punk – Ketamine (Robin Clark Remix)

### Produkcje pod pseudonimami
- 2005 Bazzface – Move It
- 2007 Sam Punk – Hardbazz is Back (Produced by Robin Clark aka John Tox)

### Miksy didżejowskie
- Hardbeatz Vol. 9 (Mixed by Robin Clark vs. Sam Punk & DJ Activator)